# Gömbi koordináták
A gömbfelület pontjait a felületi koordináta-rendszerekben adhatjuk meg.
A koordináták mérőszáma a kör alakú koordinátavonalak ívének középponti szöge.
Az elméleti vizsgálatokra használt rendszerekben ezeket a szögeket ívmértékben (radián) mérjük. 
Az R sugarú gömb centrumát derékszögű rendszer origójába helyezve adjuk meg a felületi pontok térbeli helyzetét.
(Az ún. „gömbkoordináták” térbeli, 3D-os polárkoordináták)

## Geodetikus koordináták
Az [u;v] koordináta-rendszer konstans vonalait a térbeli koordináta-rendszer Ox és Oy tengelyeire illeszkedő síkok metszik ki a gömbfelületből: geodetikus vonalak.
Kézenfekvő a két térbeli tengely pozitív felének a felületi pontját "pólusnak" választani és a két pólust összekötő főkörön fekvő közös vonalat választani kezdetnek.
Ennek a főkörnek a pontjai nem adhatók meg egyértelműen: minden pontja [0;0]. 
A koordináták értékkészlete: u,v := [-π;+π]

## Polárkoordináták
A [λ;β] koordináta-rendszer konstans vonalait a Descartes koordináta-rendszer Oz tengelyére illeszkedő illetve a rá merőleges síkok metszik ki a gömbfelületből. 
A pólus = (0; 0; R)= [?;0]. A λ felületi koordináta határozatlan.
A koordináták értékkészlete: λ:= [0;2π]; β:= [0;π].

## Ekvatoriális koordináták
(Lásd még: földrajzi koordináták és csillagászati koordináta-rendszer)
A [λ;φ] koordináta-rendszer a polárkoordinátáktól csak a második koordináta skálázásában különbözik.
A koordináták elnevezése: hosszúság (λ); szélesség (φ).
Értékkészletük: λ:= [0;2π]; φ:= [-π/2;+π/2]. 
A két pólus: (0; 0; ± R)=[?;± π/2]. A λ felületi koordináta határozatlan.
A φ=0 szélesség-vonal az egyenlítő (equator). 
A konstans szélességi vonalak a szélességi körök (paralellák).
A konstans hosszúsági vonalak a hosszúsági körök (meridiánok, délkörök).